# Халдеев (мыс)
Халдеев (в XVI—XVII веках — Калдинаволок) — мыс в Мурманске. Находится на восточном берегу Кольского залива, расположен к северо-западу от горы Горелой, между мысами Петушихиным и Варничным.
С 1917 года на мысе застраивается 5-й Железнодорожный посёлок, носящий с 1937 года название Пригородный. Ныне историческая часть города Мурманска — Петушинка. В 1926 году на мысе построены верфи деревянного судостроения Мурманского товарищества промыслового судостроения и ремонта, ставшие с 1929 года — Мурманской судостроительной верфью, а с 1937 года — Мурманской судоверфью. Мыс застроен причалами предприятия. В 1935 году на мысе была также размещена одноимённая гидрометеостанция «Халдеев мыс».
Ранее к северу от мыса находился остров Хлебный, который ныне соединён с берегом и застроен.